# Pipistrelli Vampiro
Pipistrelli Vampiro (Vampire Bats) è un film horror statunitense del 2005 diretto da Eric Bross.

## Trama
Il film parla di pipistrelli che diventano vampiri e si nutrono di sangue animale e umano. La mutazione genetica avvenuta in questi pipistrelli deriva da alcune sostanze tossiche presenti nell'ambiente e sarà un gruppo di studenti universitari a capire cosa sta succedendo, perché sempre più persone stanno morendo, e come venire a capo della faccenda.